# Еркиндык
Еркиндык (каз. Еркіндік) — село в Шетском районе Карагандинской области Казахстана. Входит в состав Успенского сельского округа. Код КАТО — 356477400.

## Население
В 1999 году население села составляло 602 человека (320 мужчин и 282 женщины). По данным переписи 2009 года, в селе проживали 654 человека (374 мужчины и 280 женщин).